# Chinatown (Manhattan)
Pour les articles homonymes, voir Chinatown.
Chinatown est un quartier chinois situé dans le sud de l'arrondissement de Manhattan, à New York. À l'exemple d'autres Chinatowns (quartiers chinois), celui de New York constitue une enclave ethnique peuplée majoritairement de Sino-Américains. Depuis quelques années, la communauté chinoise du quartier de Flushing, dans l'arrondissement de Queens, moins connue, est devenue plus nombreuse. Chinatown regroupe encore 100 000 habitants de nationalité chinoise, soit près de 80 % de la population du quartier, et représente l’une des plus fortes concentrations de la diaspora chinoise hors d’Asie.

## Histoire

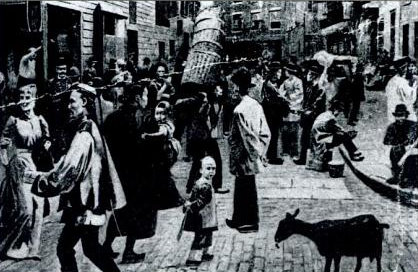
Doyers Street sur une carte postale de 1898.

Les premières décennies du Chinatown new-yorkais furent dominés par les « tongs », groupes d'influence constitués autour de propriétaires terriens, d'alliances politiques (Kuomintang contre le Parti communiste chinois), et parfois de syndicats du crime. Ces associations, en général une par rue, fournissaient une protection contre le racisme anti-Chinois, aidant les nouveaux immigrants à se lancer dans les affaires, notamment en leur prêtant de l'argent.
Ces associations se regroupèrent en fédération sous le nom de Chinese Consolidated Benevolent Association. Cela ne fut pas suffisant pour en assurer la stabilité et les conflits étaient fréquents entre les différents gangs, opposant notamment les tongs On Leong et Hip Sing du côté de Doyer street. Des gangs comme les Ghost Shadows (Ombres fantômes) et les Flying Dragons (Dragons volants) perdurèrent jusque dans les années 1990.
Le seul parc de Chinatown, Columbus Park, occupe l'emplacement de l'ancien quartier mal famé de Five Points. Durant le XIXe siècle, ce quartier était le plus dangereux de New York (telle qu'elle a été décrite par le film Gangs of New York).
Une grande partie de Chinatown fonctionne dans l'économie parallèle, avec des salaires inférieurs aux minima légaux et des transactions financières effectuées en numéraire pour contourner l'impôt. Elle emploie nombre d'immigrants qui ne maîtrisent pas suffisamment l'anglais pour envisager d'occuper des emplois déclarés. Cela a favorisé l'expansion de l'industrie de confection, les boutiques de vêtements et les blanchisseries chinoises (et de façon concomitante la Chinese Hand Laundry Alliance qui va œuvrer pour les droits civiques des Sino-américains). Il y a également une forte activité touristique, notamment de restauration.

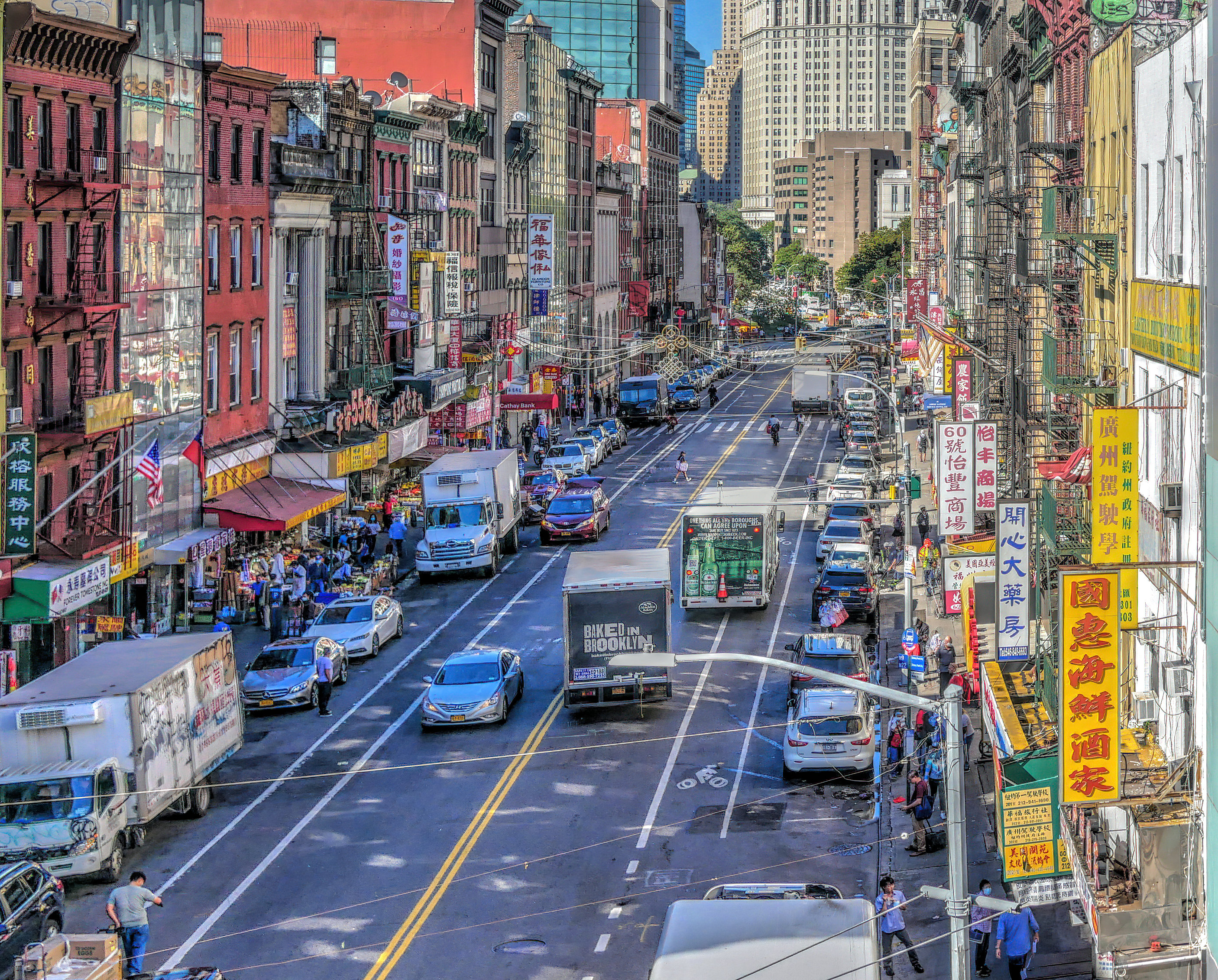
Les magasins dans le quartier Chinois, Manhattan.

Les commerces alimentaires, primeurs et poissonneries, sont concentrés sur Mulberry Street, Canal Street (vers Baxter Street) et le long de Broadway (surtout vers Catherine Street). Les bijouteries chinoises s'alignent sur Canal Street entre Mott et Bowery. Les Chinois épargnant beaucoup, on trouve également plusieurs banques asiatiques et américaines dans le quartier. Sur Canal Street, une multitude de vendeurs proposent des contrefaçons de parfums, de montres et de sacs à main.
Jusque dans les années 1970, Chinatown était délimité par :
- Canal Street au nord (limitrophe de Little Italy)
- The Bowery à l'est (vers le Lower East Side)
- Worth Street au sud
- Baxter Street à l'ouest

Après l'évolution des lois sur l'émigration, en 1965, qui autorisaient un plus grand nombre d'immigrants d'origine asiatique, la population de Chinatown a explosé et le quartier s'est étendu, surtout en direction du nord. Dans les années 1970, Little Italy était presque absorbée, il n'en restait plus qu'une partie sur Mulberry Street au nord de Canal Street. Le quartier qui s'appelle NoLIta (North of Little Italy) commence également à se remplir de résidents chinois.
Un gigantesque projet immobilier, appelé Confucius Plaza et subventionné par des fonds fédéraux, vit le jour à l'angle de Bowery et de Division streets en 1976. Cette tour résidentielle de 44 étages permit d'absorber quelque peu l'expansion démographique du quartier, en offrant également un nouveau groupe scolaire aux habitants. Cependant, bien que cet immeuble ait été conçu pour abriter des familles aux revenus modestes, beaucoup d'appartements furent acquis par des personnes fortunées, grâce à des dessous de table.
Dans les années 1990, les Chinois commencèrent à investir d'autres quartiers du Lower East Side, qui cinquante années auparavant étaient occupés par des immigrants juifs d'Europe de l'Est et vingt ans avant par une population d'origine hispanique. On trouve encore quelques restes de cet héritage judaïque, comme le restaurant Katz's Deli et un certain nombre de synagogues et autres établissements religieux.
De nos jours, Chinatown s'étend sur une zone approximativement délimitée par :
- Delancey Street au nord (vers East Village et SoHo)
- East Broadway à l'est (jusqu'au pont de Williamsburg)
- Broadway à l'ouest (débordant sur Tribeca)
- Chambers Street au sud (débordant sur le quartier de City Hall, la mairie)

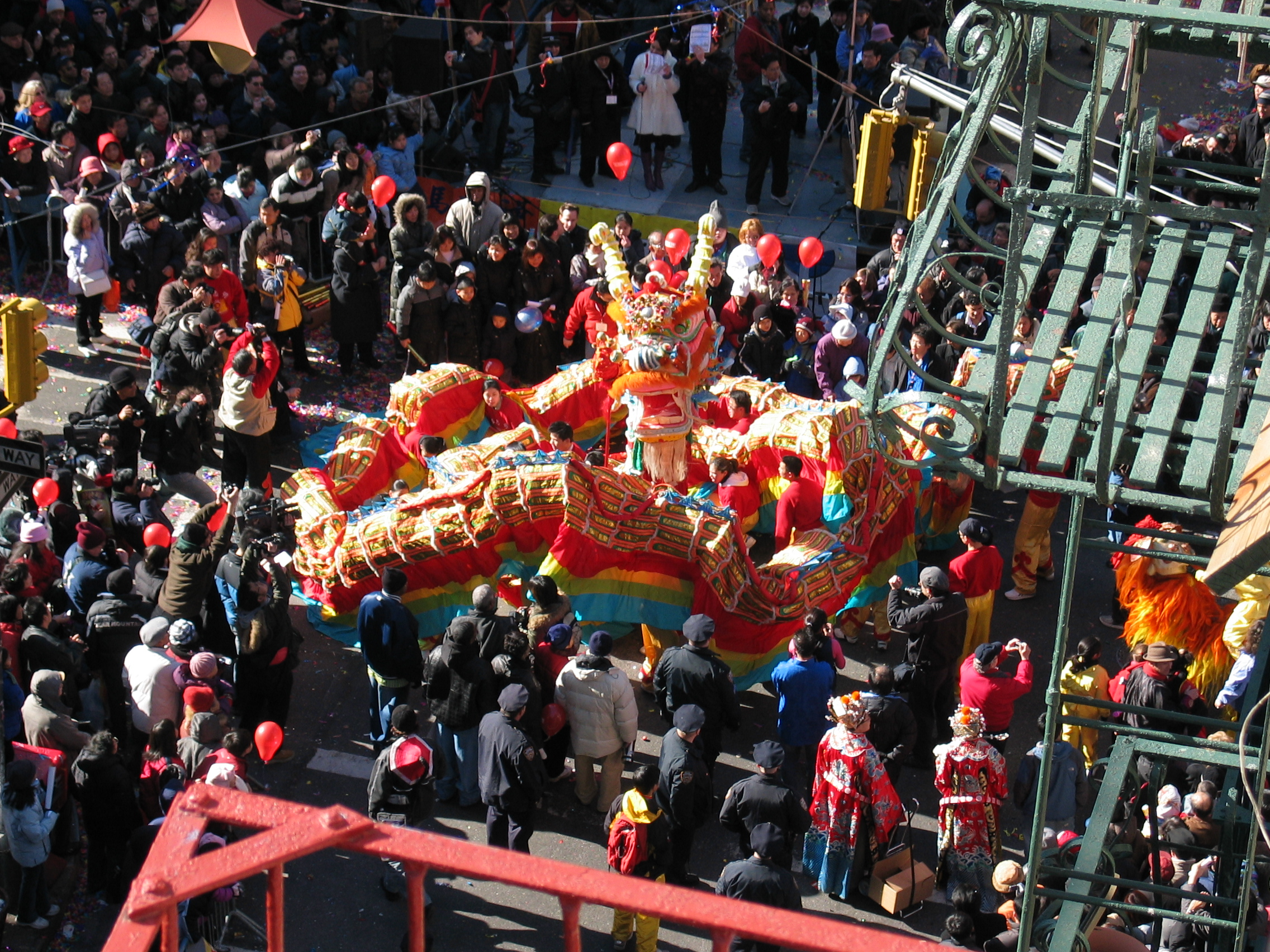
Festivités dans le quartier de Chinatown.

Le Chinatown de New York est à la fois une zone résidentielle et commerciale, ce qui le distingue de certains autres quartiers chinois. La plupart des estimations concernant sa population sont comprises entre 150 000 à 250 000 résidents et atteignent parfois 350 000. Il est difficile de la connaître avec exactitude, les habitants étant difficiles à recenser, à cause de difficultés linguistiques et d'une importante immigration clandestine.
À côté des 200 à 300 restaurants du quartier, l'emploi est également assuré par la présence de boutiques vestimentaires. Bien que les vêtements soient maintenant principalement fabriqués en Chine, on trouve encore une industrie locale de la confection, souvent réalisée à domicile. L'accroissement de la population provient essentiellement de l'immigration. Lorsque les générations précédentes d'immigrants parviennent à un meilleur niveau d'instruction, de qualification professionnelle et de maîtrise de l'anglais, ils ont tendance à chercher du travail et à déménager dans d'autres quartiers.
En ce début de XXIe siècle, l'habitat de Chinatown est surtout composé d'immeubles délabrés, découpés en logement exigus, certains datant de plus d'un siècle, avec toilettes dans l'entrée partagées entre plusieurs appartements.
En dehors des enseignes commerciales écrites en chinois, il n'y avait pas historiquement de monument spécifiquement chinois dans le quartier. En 1962], à Chatham Square fut érigé l'arche Kam Lau en l'honneur des soldats américains d'origine chinoise morts pendant la Seconde Guerre mondiale. Ce mémorial, qui porte des calligraphies du célèbre Yu Youren (1879-1964), est la plupart du temps ignoré par les résidents, car mal placé sur une artère encombrée de véhicules. On trouve également une statue de Lin Zexu, un dignitaire chinois de Fuzhou qui s'est opposé au commerce de l'opium au XIXe siècle. Dans les années 1970, la compagnie téléphonique locale commença à coiffer les cabines publiques de décorations en forme de pagode. En 1976, la statue de Confucius devant Confucius Plaza devint un lieu de rencontre. Dans les années 1980, les banques qui s'implantèrent dans le quartier firent construire des bâtiments avec des façades dans le style chinois traditionnel.
Certains considèrent que les meilleurs restaurants chinois se trouvent maintenant dans le quartier de Flushing.
Chinatown fut sévèrement touchée par les attentats du 11 septembre 2001. Étant proche de Ground zero, le tourisme et le commerce mirent du temps à redémarrer, notamment à cause de la fermeture par la police de Park Row, une des deux artères importantes reliant le Financial Center (centre des affaires) avec Chinatown.

## Démographie

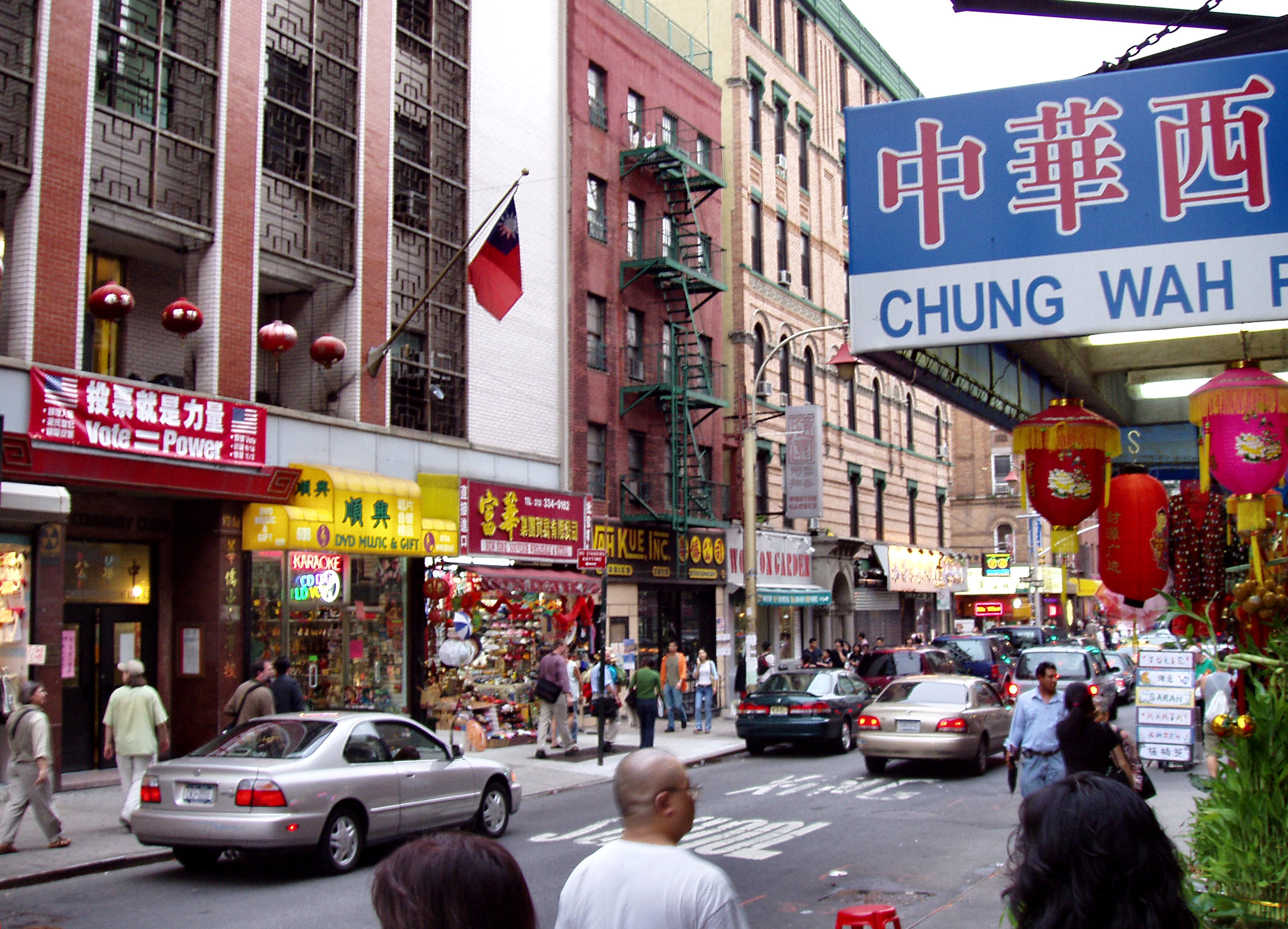
Mott Street à New York, au centre de Chinatown.

Jusque dans les années 1960, le gros de la population parlait cantonais ou Toisan, et provenait de la province de Guangzhou et de Hong Kong, avec également une minorité de Hakka. Le mandarin était rarement parlé jusque dans les années 1990.
Plus récemment, de nouveaux immigrants parlent mandarin, et d'autres en provenance de Fuzhou s'expriment dans leur propre dialecte.
| Groupe                          | Chinatown | New York |
| ------------------------------- | --------- | -------- |
| Blancs non hispaniques          | 16,3      | 33,3     |
| Afro-Américains                 | 4,8       | 22,8     |
| Asiatiques dont Sino-Américains | 63,9 60,1 | 12,6 6,0 |
| Autres                          | 0,3       | 1,0      |
| Métis                           | 1,3       | 1,8      |
| Hispaniques et Latinos          | 13,4      | 28,6     |

Selon l'American Community Survey, pour la période 2010-2014, 52,1 % de la population âgée de plus de 5 ans déclare parler une langue chinoise à la maison, 30,9 % l'anglais, 11,2 % déclarent parler l'espagnol et 5,8 % une autre langue.

## Satellites de Chinatown
Des communautés chinoises se sont installées dans d'autres parties de New York, notamment à Flushing dans Queens, qui a récemment dépassé celle du sud de Manhattan, ainsi que des quartiers de Brooklyn, en particulier le long de la 8e avenue entre les 40e et 65e rue dans Sunset Park. Le plus récent Chinatown New Yorkais est apparu sur l'avenue U dans le quartier Homecrest à Brooklyn. À l'extérieur de la ville de New York, on trouve une banlieue majoritairement chinoise à Edison, dans le New Jersey.